# Kiss Tour
Kiss Tour var det amerikanska hårdrocks-bandet KISS första turné. Turnén startade den 31 december 1973. På scenen, bakom bandet, satte man deras logo på väggen som blinkade och lyste upp publiken. Logon skapade man med hjälp av 164 stycken lampor. Kiss startade turnén i Queens i New York och avslutade den i Houston i Texas.
Gene Simmons råkade ut för en del olyckor under turnén. Han var inte van vid att hålla på med pyroteknik och tänkte inte på att hårspray lätt fattar eld. Under en show som nästan slutade i katastrof sprutade han ett alldeles för stort eldklot som gjorde att hans hår började brinna. Publiken trodde dock att det ingick i showen, så det uppstod ingen panik. Ett räddningsteam kunde lätt släcka elden och showen kunde fortsätta.
KISS uppträdde för första gången på TV i ABC:s "In Concert" 21 februari 1974. De spelade "Deuce", "Nothin To Lose", "Firehouse" och "Black Diamond". Däremot visades aldrig Deuce. Den 29 april uppträdde de på The Mike Douglas Show. Man framförde "Firehouse" efter att Gene Simmons intervjuats.

## Övrigt
Under en show skrek publiken efter mer. Kiss hade då spelat allt sitt material, även Deuce som första och sista låt. För att sätta stopp för showen låtsades Paul Stanley kollapsa och konserten fick avbrytas. Efteråt sa han att det var för att de inte hade något kvar att spela.

## Konsertdatum
- 31.12.1973,  USA New York, Academy Of Music
- 08.01.1974,  USA New York, Bill Graham's Fillmore East
- 26.01.1974,  USA New York, Academy of Music
- 05.02.1974,  Kanada, Edmonton, Alberta, Dinwoodie Lounge
- 06.02.1974,  Kanada, Calgary, Alberta, Student Gymnasium
- 08.02.1974,  Kanada, Winnipeg, Manitoba, Taché Hall Auditorium
- 17.02.1974,  USA Long Beach, Kalifornien, Long Beach Auditorium
- 18.02.1974,  USA, Los Angeles, Kalifornien, Los Angeles Room@Plaza Hotell
- 21.02.1974,  USA, Los Angeles, Kalifornien, Aquarius Theater
- 01.03.1974,  USA, New York, Madison Square Garden INSTÄLLD
- 22.03.1974,  USA, Devon, Pennsylvania, Valley Froge Music Fair
- 23.03.1974,  USA, New York, Academy of Music
- 24.03.1974,  USA, Baltimore, Maryland, Painters Mill Music Fair
- 25.03.1974,  USA, Washington D.C., The Bayou, Två Konserter
- 29.03.1974,  USA, Asbury Park, New Jersey, Sunshine In Concert Hall
- 31.03.1974,  USA, St Louis, Missouri, Forest Park
- 01.04.1974,  USA, Cleveland, Ohio, The Agora
- 02.04.1974,  USA, Toledo, Ohio, The Agora  INSTÄLLD
- 03.04.1974,  USA, Columbus, Ohio, The Agora
- 04.04.1974,  USA, Warren, Ohio, W.D Packard Music Hall INSTÄLLD
- 04.04.1974,  USA, Hartland, Michigan, Nordic Arena
- 06.04.1974,  USA, Fort Wayne, Indiana, Fort Wayne Amory INSTÄLLD
- 07.04.1974,  USA, Detroit, Michigan, Michigan Palace
- 08.04.1974,  USA, DeKalb, Illinois, University Center Ballroom@ Illinois University
- 12.04.1974,  USA, Detroit, Michigan, Michigan Palace
- 13.04.1974,  USA, Detroit, Michigan, Michigan Palace
- 14.04.1974,  USA, Louisville, Kentucky, Beggar's Banquet
- 15.04.1974,  USA, Nashville, Tennessee, Muther's Music Emporium
- 16.04.1974,  USA, Nashville, Tennessee, Muther's Music Emporium
- 17.04.1974,  USA, Memphis, Tennessee, Layfette's Music Room
- 18.04.1974,  USA, Memphis, Tennessee, Layfetté's Music Room
- 19.04.1974,  USA, Chicago, Illinois, Aragon Ballroom
- 20.04.1974,  USA, Charleston, West Virginia, Charleston Civic Center
- 21.04.1974,  USA, Charlotte, North Carolina, Flashes
- 27.04.1974,  USA, Passaic, New Jersey, Capitol Theatre
- 29.04.1974,  USA, Philadelphia, Pennsylvania, KYW-TV Studios
- 02.05.1974,  USA, Comstock Park, Michigan, Thunder Chicken
- 03.05.1974,  USA, St Louis, Missouri, Ambassador Theatre
- 04.05.1974,  USA, Atlanta, Georgia, Alexander Memorial Coliseum  INSTÄLLD
- 07.05.1974,  USA, Mt. Clemens, Michigan, The Penthouse@Hillcrest Ballroom
- 09.05.1974,  USA, Parsippany, New Jersey, The Joint in the Woods
- 10.05.1974,  USA, Warren, Ohio, W.D Packard Music Hall INSTÄLLD
- 12.05.1974,  USA, Wyandotte, Michigan, Benjamin F. Yack Arena
- 14.05.1974,  USA, Fraser, Michigan, Fraser Hockeyland Arena
- 16.05.1974,  Kanada, Winnipeg, Manitoba, Manitoba Centennial Concert Hall
- 17.05.1974,  Kanada, Edmonton, Alberta, Kinsem Fieldhouse
- 18.05.1974,  Kanada, Saskatoon, Saskatchewan, Saskatoon Arena
- 19.05.1974,  Kanada, Lethbridge, Alberta, Lethbridge Exhibition Pavilion
- 20.05.1974,  Kanada, Calgary, Alberta, Foothills Arena@ University of Calgary
- 23.05.1974,  Fresno, Kalifornien, Warners Theatre@Warner Center of the Performing Acts INSTÄLLD
- 24.05.1974,  USA, Portland, Oregon, Paramount Northwest Theatre
- 25.05.1974,  USA, Seattle, Washington, Paramount Northwest Theatre
- 26.05.1974,  USA, Spokane, Washington, John F. Kennedy Pavilion @Gonzaga University
- 27.05.1974,  USA Lacey, Washington, Capitol Pavilion @ St Martins College
- 28.05.1974,  Kanada, Vancouver, British Columbia, The Gardens
- 30.05.1974,  USA, San Diego, Kalifornien, San Diego Sports arena
- 31.05.1974,  USA, Long Beach, Kalifornien, Long Beach Auditorium
- 01.06.1974,  USA, San Francisco, Kalifornien, Winterland Ballroom
- 02.06.1974,  USA, Anchorage, Alaska, Sundowner Drive-In Theatre
- 04.06.1974,  USA, Eilson Air Force Base, Alaska, Bake Field House
- 06.06.1974,  USA, Salt Lake City, Utah, Terrace Ballroom
- 07.06.1974,  USA, Boise, Idaho, Exhibition Building @ Western Idaho Fairgrounds
- 10.06.1974,  USA, Rapid City, South Dakota, Central States Fairgrounds INSTÄLLD
- 12.06.1974,  USA, Flint, Michigan, I.M.A Sports Arena
- 13.06.1974,  USA, Grand Rapids, Michigan, Grand Rapids Ice Arena
- 14.06.1974,  USA, Cleveland, Ohio, Allen Theatre
- 15.06.1974,  Kanada, Toronto, Ontario, Massey Hall
- 17.06.1974,  USA, Asbury Park, New Jersey, Sunshine In Concert Hall
- 19.06.1974,  USA, Atlanta, Georgia, Alex Cooley's Electric Ballroom
- 20.06.1974,  USA, Atlanta, Georgia, Alex Cooley's Electric Ballroom
- 21.06.1974,  USA, Atlanta, Georgia, Alex Cooley's Electric Ballroom
- 22.06.1974,  USA, Atlanta, Georgia, Alex Cooley's Electric Ballroom
- 23.06.1974,  USA Jeffersonville, Indiana, Sportsdome Speedway INSTÄLLD
- 25.06.1974,  USA Greenville, South Carolina, Greenville Memorial Auditorium  INSTÄLLD
- 26.06.1974,  USA, Hampton, Virgina, Hampton Coliseum INSTÄLLD
- 27.06.1974,  USA, Salem, Virgina, Roanoke County Civic Center INSTÄLLD
- 28.06.1974,  USA, Charlotte, North Carolina, Charlotte Park Center Center Auditorium INSTÄLLD
- 29.06.1974,  USA, Asheville, North Carolina, Asheville Civic Center Auditorium INSTÄLLD
- 30.06.1974,  USA, Alexandria, Virgina, Alexandria Roller Rink INSTÄLLD
- 01.07.1974,  USA, Clarkston, Michigan, Pine Knob Music Theater INSTÄLLD
- 03.07.1974,  USA, Indianapolis, Indiana, Indianapolis Convention Center INSTÄLLD
- 04.07.1974,  USA, Knoxville, Tennessee, Chillhowee Park Amphithater INSTÄLLD
- 06.07.1974,  USA, Chattanooga, Tennessee, Engel Stadium INSTÄLLD
- 08.07.1974,  USA Memphis, Tennessee, Ellis AuditoriumINSTÄLLD
- 11.07.1974,  USA West Palm Beach, Florida, West Pal Beach Auditorium
- 12.07.1974,  USA Orlando, Florida, Orlando Jai-Alai Fronton
- 13.07.1974,  USA Tampa, Texas, Curtis Hixon Convention Hall
- 14.07.1974,  USA Birmingham, Alabama, Municipal Auditorium
- 16.07.1974,  USA Baton Rouge, Louisiana, Independence Hall
- 17.07.1974,  USA New Orleans, Louisiana, A Warehouse
- 18.07.1974,  USA Atlanta, Georgia, Alex Cooley's Electric Ballroom
- 19.07.1974,  USA, Fayetteville, North Carolina, Cimberland Country Memorial Arena
- 21.07.1974,  USA, Baltimore, Maryland,
- 25.07.1974,  Kanada, London, Ontario, Centennial Hall
- 03.08.1974,  USA Indianapolis, Indiana, Indianapolis Convention Center
- 04.08.1974,  USA South Bend, Indiana, Morris Civic Center
- 31.08.1974,  USA, Englishtown, New Jersey, Raceway Park INSTÄLLD
- 02.09.1974,  USA, Detroit, Michigan, Olympia
- 13.09.1974,  Kanada, Kitchener, Ontario, Sir Wilfred Laurier Theatre
- 14.09.1974,  Kanada, Toronto, Ontario, Victory Theatre, TVÅ SHOWER
- 15.09.1974,  USA Lock Haven, Pennsylvania, Thomas Field house
- 16.09.1974,  USA, Wilkes-Barre, Pennsylvania, Paramount Theatre
- 18.09.1974,  USA, Atlanta, Georgia, Alex Cooleys Electric Ballroom
- 19.09.1974,  USA, Atlanta, Georgia, Alex Cooleys Electric Ballroom
- 20.09.1974,  USA, Atlanta, Georgia, Alex Cooleys Electric Ballroom
- 21.09.1974,  USA, Atlanta, Georgia, Alex Cooleys Electric Ballroom
- 27.09.1974,  USA, Louisville, Kentucky, Commonwealth Convention Center
- 27.09.1974,  USA, St Louis, Missouri, Ambassador Theatre, INSTÄLLD
- 28.09.1974,  USA, Detroit, Michigan, Michigan Palace
- 29.09.1974,  USA, Evansville, Indiana, Roberts Municipal Stadium
- 01.10.1974,  Jacksonville, Alabama, Leon Cole Auditorium@Jocksonville State University
- 04.10.1974,  Houston, Texas, Music Hall

## Låtlista
Låtlistan under turnén användes för det mesta som den nedan. I vissa konserter spelades "Acrobat", en KISS-låt som innehåller halva "Love Theme from KISS". Även "Let Me Know" och "Kissin' Time" spelades, och låtlistan kastades om lite men annars var det som nedan.
1. Deuce
2. Strutter
3. She
4. Firehouse
5. Nothin to Lose
6. Cold Gin
7. 100,000 years
8. Black Diamond
9. Let Me Go Rock and Roll

## Medlemmar
- Gene Simmons - sång, elbas
- Paul Stanley - sång, kompgitarr
- Peter Criss - trummor, sång
- Ace Frehley - sologitarr